# Валдіс Домбровскіс
Валдіс Домбровскіс (латис. Valdis Dombrovskis; нар. 5 серпня 1971, Рига, Латвійська РСР, СРСР) — латвійський політик. 28-й прем'єр-міністр Латвії. Раніше був міністром фінансів Латвії та членом Європейського парламенту від партії Новий час.
Віцепрезидент Європейської Комісії з питань євро та соціального діалогу, фінансової стабільності, фінансових послуг та Союзу ринків капіталу (від 2016), віцепрезидент Європейської Комісії з питань євро та соціального діалогу (з 2014).

## Рання біографія
Народився в Ризі в родині з польськими коренями. Закінчив фізико-математичний факультет Латвійського університету. Отримав ступінь бакалавра з економіки для інженерів у Ризькому технічному університеті в 1995 і ступінь магістра з фізики в Латвійському університеті 1996 року. Працював асистентом лабораторії в університеті Майнца в 1995-1996, асистентом Інституту фізики твердого тіла Латвійського університету в 1997, асистентом в Мерілендському університеті 1998 р. Співробітник Національного банку Латвії в 1998-2002.

## Політична діяльність
Увійшов до керівництва партії «Новий час» 2002 року. Депутат латвійського Сейму з 2002 р.
З 2004 — депутат Європейського парламенту.
У грудні 2005 запропонував низку заходів щодо скорочення адміністративних витрат Європарламенту на 7,5 млн євро. Одна з пропозицій звучала так: надсилати прийняті документи тільки за запитом депутатів і працівників Європарламенту, а не автоматично всім. Завдяки ініціативі бюрократичний апарат став витрачати на 2,5 млн листів на тиждень менше. У тому числі й за цю ініціативу 2005 року визнаний людиною Європи в Латвії.
Міністр фінансів Латвії в 2002–2004 рр.
В умовах гострої політичної кризи 26 лютого 2009 року отримав від президента країни право сформувати новий склад уряду. Створив широку праву коаліцію, включивши до свого кабінету представників «Нового часу», Громадянського союзу, Народної партії, Союзу зелених і селян та створеної партії «Вітчизні і свободі/Рух за національну незалежність Латвії».
12 березня 2009 Сейм затвердив новий уряд із представників п'яти вищевказаних партій.
У першій половині 2010 року Народна партія покинула кабінет Домбровскіса. Після виборів у листопаді 2010 року був сформований другий кабінет Домбровскіса у складі блоків «Єдність» (Громадянський союз, «Новий час», «Суспільство за іншу політику») і Союзу зелених та селян.
У лютому 2014 року Домбровскіс офіційно подав заявку на висунення своєї кандидатури від правоцентристської Європейської народної партії на голову Єврокомісії, та невдовзі зняв свою кандидатуру на користь Жана-Клода Юнкера. Пізніше уряд Латвії висунув Домбровскіса на посаду єврокомісара від цієї країни.
З 2014 по 2019 рік він обіймав посаду Віце-президента Європейської комісії з питань євро та соціального діалогу, а з липня 2016 року також відповідав за портфель фінансових послуг, яким раніше володів британський комісар Джонатан Гілл, що подав у відставку після голосування за Brexit.
Після Європейських виборів 2019 року коаліційний уряд прем'єр-міністра Кріш'яніса Каріньша висунув Домбровскіса єврокомісаром від Латвії на другий строк. Згодом він вирішив відмовитися від місця, яке отримав на виборах; його змінила Інесе Вайдере. Того ж року Урсула фон дер Ляєн запропонувала Домбровскіса разом з Франсом Тіммермансом і Маргрете Вестагер на посади виконавчих віце-президентів очолюваної нею Єврокомісії, де Домбровскіс відповідав за «економіку, яка працює на людей».
7 жовтня 2020 Європарламент підтримав зміну портфеля Валдіса Домбровскіса, який відтоді замість фінансового блоку почав опікуватися питаннями торгівлі, які раніше були у віданні відповідного єврокомісара з питань торгівлі Філа Гогана. Останній у серпні 2020 подав у відставку через своє порушення правил карантину, чим викликав політичний скандал в Ірландії. Призначення Домбровскіса Єврокомісаром із питань торгівлі засвідчує рішучість ЄС покінчити з трансатлантичними митними війнами, зокрема відвернути можливу ескалацію митної війни із США через субсидії в авіабудуванні та ризик трансатлантичної торговельної війни у зв'язку з цифровими податками, подолати методи Китаю, які спотворюють ринок, і підтримувати світовий торговельний порядок на тлі сильніших протекціоністських тенденцій. До першочергових питань нового єврокомісара з торгівлі належать також суперечливі тарифи США на сталь і алюміній із ЄС та торговельні зв'язки з Великою Британією після її виходу з Євросоюзу.

## Нагороди
- Орден князя Ярослава Мудрого I ст. (Україна, 23 серпня 2021) — за визначний особистий внесок у зміцнення міждержавного співробітництва, підтримку незалежності та територіальної цілісності України[12]
- Орден князя Ярослава Мудрого II ст. (Україна, 27 лютого 2019) — за значний особистий внесок у розвиток співробітництва між Україною та Європейським Союзом, вагомі заслуги у відстоюванні державного суверенітету і територіальної цілісності, підтримку реалізації реформ та євроінтеграційного курсу України[13][14]